# Louis-Joseph Mejan
Pour les articles homonymes, voir Méjan.
Louis-Joseph, baron Mejan, ou Mejean, (17 mars 1764 - Montpellier † 4 février 1831) est un militaire français des XVIIIe et XIXe siècles.

## Biographie
Entré au service comme soldat dans le régiment de Hainaut-infanterie (50e) le 1er janvier 1778, Mejan fut congédié par grâce le 15 décembre 1779, et s'engagea de nouveau le 1er mars 1780 dans le 39e régiment d'infanterie.

### La Révolution
Passé adjudant-sous-officier dans le 3e bataillon de volontaires de l'Hérault le 27 septembre 1790, il devient capitaine de grenadiers au 6e bataillon des volontaires de l'Aude le 27 août 1793, et se fait remarquer à l'affaire du Mas-d'Hen (Pyrénées-Orientales), le 7 juillet suivant. Le 20 du même mois, le général Hers lui confia le commandement du bataillon des braconniers montagnards, avec lequel il continua les guerres des Pyrénées en l'an II et en l'an III. Lors de la première prise de Boulou (15 octobre 1793), il monta le premier à l'assaut du fort de Montesquiou, qui fut enlevé après une vigoureuse résistance.
Chef de la 1re demi-brigade d'éclaireurs le 15 ventôse an III, il fut appelé, le 12 thermidor suivant, au commandement de la 10e demi-brigade provisoire, et il prit, le 3 germinal an IV, le commandement de la force armée dans les départements de l'Ardèche, de la Lozère et de la Haute-Loire. Chargé, le 28 germinal an V, de diriger une battue dans le département de l'Ardèche, il enleva une pièce de canon aux révoltés et leur fit un grand nombre de prisonniers.
Passé à l'armée d'Italie, le général en chef Bonaparte l'appela, le 23 ventôse an V, au commandement de la 27e demi-brigade légère, avec laquelle il fit cette campagne et la suivante.
Après les guerres de Naples et de Hollande, de l'an VII à l'an IX, le colonel Mejan fut réformé avec traitement le 1er floréal de cette dernière année.

### L'Empire
Rappelé par arrêté des consuls, du 30 frimaire an X, il fut placé à la tête de la 31e demi-brigade d'infanterie légère, et fit avec ce corps les campagnes des côtes de l'Océan de l'an X à l'an XIV.
Il reçut, le 19 frimaire an XII, la décoration de la Légion d'honneur, celle d'officier de cet Ordre le 25 prairial même année, et fut nommé, en l'an XIII, membre du collège électoral du département de l'Hérault.
Le colonel Mejan fit ensuite les guerres de la Grande Armée d'Allemagne de l'an XIV (Autriche), 1806 (Prusse), 1807 (Pologne) et 1808 ; il se signala surtout à la bataille de Friedland, où il fut blessé à la hanche droite d'un coup de biscaïen.
L'année suivante, Napoléon Ier lui conféra le titre de baron de l'Empire avec dotation. Le 31 mai 1809, le duc de Dalmatie lui envoya l'ordre de se rendre au dépôt de son régiment pour y attendre l'avancement demandé en sa faveur ; il y resta jusqu'au 22 juillet suivant, époque à laquelle le ministre de la Guerre l'autorisa à se rendre en France pour y attendre la fixation de sa solde de retraite. Le colonel Mejan, déchu des espérances qu'on lui avait laissé entrevoir, se rendit à Paris pour réclamer hautement contre une disposition qui allait le priver de nouvelles occasions de se signaler.
Il obtint, le 24 septembre 1810, l'ordre de se rendre à Limoges pour y prendre le commandement du 1er régiment de marche du Midi, faisant partie de la division de réserve de l'armée d'Espagne. Mis à la disposition du maréchal-duc d'Istrie le 30 janvier 1811, celui-ci lui confia la défense de la place de Santander, qu'il conserva jusqu'au 5 avril de la même année. Il fut alors désigné pour aller prendre le commandement supérieur de la province de Toro.
Le général Dorsenne lui ayant prescrit, le 1er septembre 1812, de se rendre près de lui, il resta attaché à son état-major jusqu'au 13 juin suivant, époque à laquelle il alla prendre le commandement de la province de Guipuscoa, commandement qu'il conserva jusqu'au 24 novembre.
Le colonel Mejan fut mis à la retraite le 8 juillet 1813 et mourut le 4 février 1831.

## Vie familiale
Marié, le 12 juillet 1796, avec Marie Angélique Marthe Françoise Bosca, il eut :
1. Antoine André Arisitide (né le 10 mars 1795), 2e baron Mejan ;
2. Rose Joséphine Marthe (née le 8 août 1797) ;
3. Joannine Jacqueline Françoise (née le 11 février 1799).

## Armoiries
| Figure | Blasonnement |
|        | Armes du baron Mejan et de l'Empire (décret du 19 mars 1808, lettres patentes du 22 novembre 1808 (Burgos), enregistrées au Sénat conservateur le 14 décembre 1808, et publiées à l'audience de la cour de Montpellier le 3 novembre 1809), Écartelé : au premier de sinople à la tour crénelée de trois points d'or, maçonnée, ouverte et ajourée de sable; au deuxième des barons militaires; au troisième de gueules aux trois pattes de chevreuil d'argent posées en fasce, l'une sur l'autre, au quatrième de sinople au cor de chasse d'or virolé d'argent, posé en bande, l'embouchure en haut., Livrées : bleu, rouge, blanc, chamois et verd: le verd;dans les bordures seulement. |